# HLA-A26

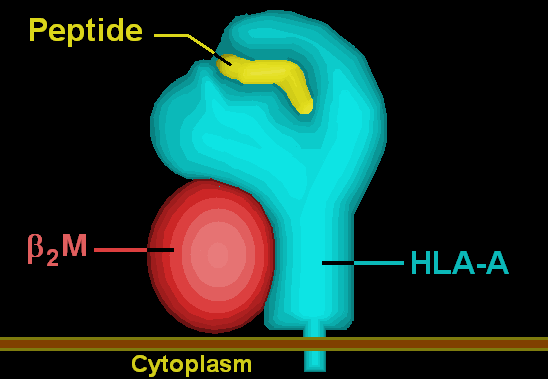

HLA-A26 هو نمط مصلي من مستضد الكريات البيضاء البشرية-أ.

## النمط المصلي
النمط المصلي هو نمط من مستضدات الكريات البيضاء البشرية (HLA)، ويعكس الاستجابة المناعية للأفراد، ويستخدم لتحديد التوافق النسيجي في عمليات زراعة الأعضاء. يتم الكشف عن الأنماط المصلية عبر اختبارات تكشف الأجسام المضادة ضد مستضدات HLA، مما يساعد في تقليل مخاطر الرفض المناعي وتحسين نجاح الزراعة.